# Droit seychellois
Le droit seychellois est le droit appliqué aux Seychelles depuis l'indépendance du Royaume-Uni le 29 juin 1976.

## Sources du droit

### Constitution
La Constitution est la loi fondamentale et suprême des Seychelles, par conséquent, toute norme contraire est considérée comme nulle.
L'article 6 dispose que l’interprétation de la Constitution est régie par l'annexe 2.

### Législation
L'Assemblée nationale est investie du pouvoir législatif par l’article 85 de la Constitution.
Elle connait en premier ressort des affaires qui concernent l'application, la violation ou l'interprétation de la présente constitution, connaît en premier ressort des affaires civiles et criminelle, et exerce un contrôle juridictionnel sur les juridictions inférieures et les organes juridictionnel.

## Organisation juridictionnelle

### Cour d'appel
La Cour d'appel est créée par l’article 119(1)(b).
La Cour d'appel prend connaissance des appels formés contre les jugements, les directives, les décisions, les déclarations, les brefs et les ordonnances de la Cour suprême. La Cour d'appel peut aussi prendre connaissance des appels formés depuis les tribunaux.

### Cour suprême
La Cour suprême est créée par l’article 119(1)(b).
Les décisions de la Cour suprême sont susceptibles d'appel auprès de la Cour d'appel.
La Cour d'appel est aussi la plus haute cour des Seychelles.

### Magistrates Courts
Elles prennent connaissance des plaintes civiles mineures et des délits mineurs. En leur sein se trouvent les Juvenile Courts et les Rent Control Boards.

### Tribunal familial
Le tribunal familial est compétente en matière de droit de la famille.

### Tribunal du travail
Créé en 2008, ils sont compétents pour prendre connaissance des affaires relatives au droit du travail qui n'ont pu être résolue par arbitrage.

## Sources

## Compléments